# Babbila
Babbila (tiếng Ả Rập: ببيلا, cũng đánh vần Bebbila) là một thị trấn ở miền nam Syria, một phần hành chính của Tỉnh bang Dimashq, nằm ở ngoại ô phía nam Damascus về phía đông của Trại Yarmouk. Các địa phương gần đó bao gồm al-Hajar al-Aswad, Jaramana, Sayyidah Zaynab, al-Sabinah và Yalda. Theo Cục Thống kê Trung ương Syria, Babbila có dân số 50.880 người trong cuộc điều tra dân số năm 2004. Thị trấn cũng là trung tâm hành chính của Babbila nahiyah bao gồm 13 thị trấn và làng với dân số kết hợp 341.625.